# Alur Ludin I
Alur Ludin I is een bestuurslaag in het regentschap Aceh Timur van de provincie Atjeh, Indonesië. Alur Ludin I telt 197 inwoners (volkstelling 2010).